# 皮布利耶
皮布利耶（法語：Publier，法語發音：[pyblije] ⓘ）是法国上萨瓦省的一个市镇，位于该省北部偏东，莱芒湖畔，属于托农莱班区。法国依云矿泉水的取水点及加工厂位于其境内。

## 地理
皮布利耶（46°23'16"N, 6°32'39"E）面积8.92 平方千米，位于法国奥弗涅-罗讷-阿尔卑斯大区上萨瓦省，该省份为法国东部省份，历史上为薩伏依的一部分，北与瑞士接壤，西接安省，南至萨瓦省，东与瑞士和意大利接壤。
与皮布利耶接壤的市镇（或旧市镇、城区）包括：尚庞日、埃維昂萊班、拉兰日、马兰、托农莱班。
皮布利耶的时区为UTC+01:00、UTC+02:00（夏令时）。

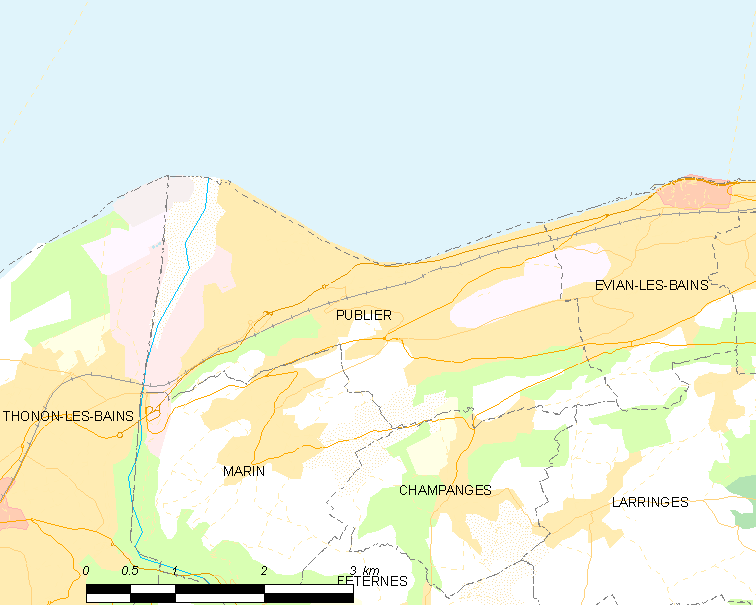
皮布利耶的OSM定位图

## 行政
皮布利耶的邮政编码为74500，INSEE市镇编码为74218。

## 政治
皮布利耶所属的省级选区为埃维昂莱班县。

## 交通
上萨瓦省省道D11线、D61线和D1005线经过皮布利耶境内。

## 人口

1962-2008年间皮布利耶人口变化图示

皮布利耶于2022年1月1日时的人口数量为7793人。